# ALSN
ALSN (rusky АЛСН, čili автоматическая локомотивная сигнализация непрерывного действия; čti avtomatičeskaja lokomotivnaja signalizacija něpreryvnovo dějstvija), což v překladu znamená Automatická lokomotivní signalizace s nepřerušovanou činností, je liniové vlakové zabezpečovací zařízení vyvinuté v Sovětském svazu a používané v zemích Ruské federace, ostatních zemích bývalého Sovětského svazu.

## Vývoj

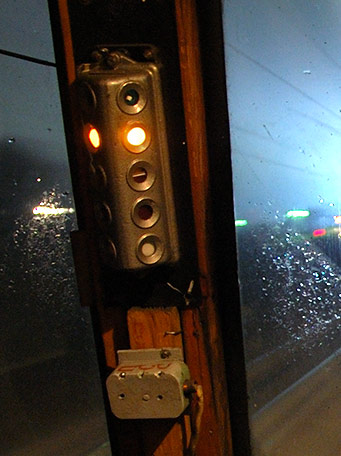
Zobrazovač ALSN na elektrické lokomotivě

Vývoj tohoto vlakového zabezpečovače spadá do období po 2. světové válce. V 50. letech 20. století byl vyvinut první typ a započalo vybavování neelektrifikovaných tratí. Vlakový zabezpečovač pracoval s kombinacemi impulsů stejnosměrného proudu různé délky, jejichž kombinace ukazovaly na návěsti následujících návěstidel. Pulsy byly zároveň použity pro zjišťování obsazenosti kolejových obvodů. To umožnilo prodloužit délku oddílů až na 2 600 m. Pro elektrifikované tratě však nebylo možné stejnosměrný proud použít z důvodu možného ovlivnění trakčním proudem, proto byl použit střídavý proud o frekvenci 50 Hz. Další potíž nastala při zavádění střídavého napájecího systému 25 kV 50 Hz. Pro kolejové obvody a zabezpečovač bylo použito napájení o frekvenci 75 Hz. Napájení se uskutečňovalo z rotačního měniče vedením 6 kV. Jelikož rotační měniče byly náročné na údržbu, přešlo se záhy na frekvenci 25 Hz, kterou bylo možné získat z průmyslové frekvence pomocí jednoduchého elektromagnetického měniče. Tyto obvody byly zaváděny od roku 1964.

## Popis
Vlakový zabezpečovač se skládá z vozidlové a traťové části.

### Traťová část

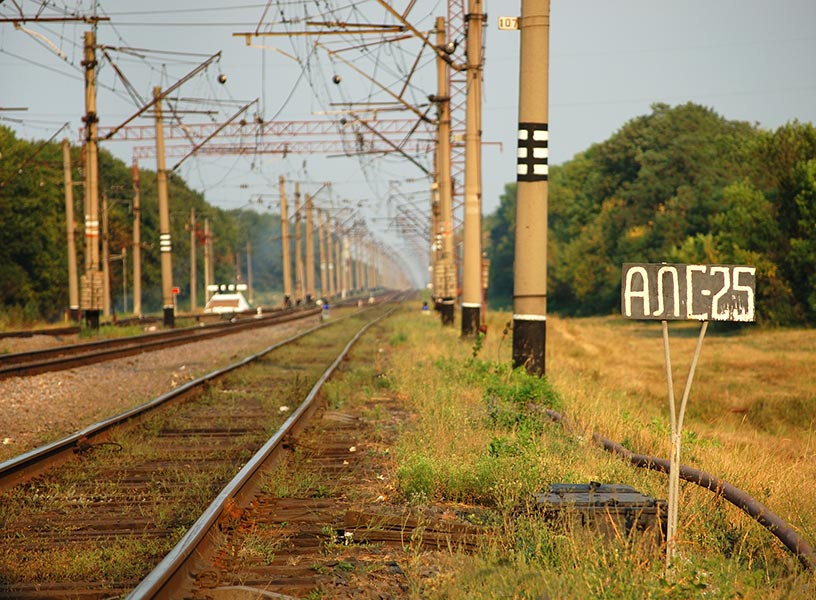
Začátek kódu o frekvenci 25 Hz

Traťovou část tvoří kolejový obvod napájený vysílačem kódu. Kód je vysílán nepřetržitě, délka jednotlivé sekvence je 1,6 s. Vysílač se obvykle nachází v úrovni návěstidla, jehož návěst se přenáší na vlak. Pokud jsou obě kolejnice vodivě propojeny dvojkolím vozidla, prochází obvodem proud kolem 10 A.

### Vozidlová část

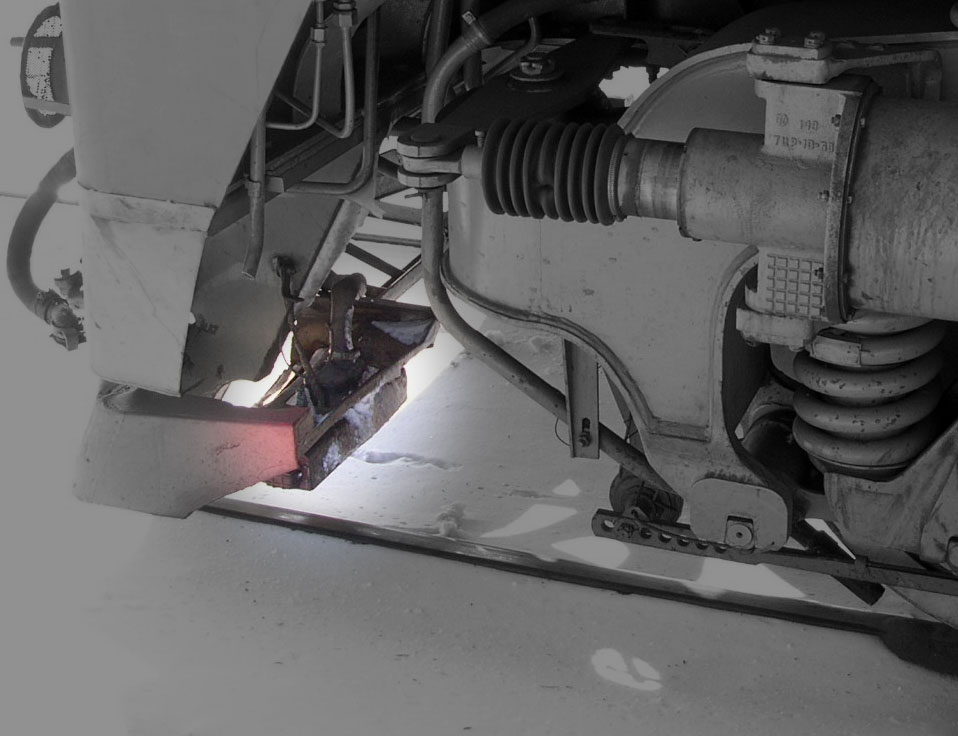
Snímací cívka (zde součást zabezpečovače KLUB-U)

Vozidlovou část tvoří snímací cívky umístěné ve výši 100 - 180 mm nad kolejnicemi před prvním dvojkolím vozidla. V nich se indukuje napětí o velikosti řádově desetin voltu. Z cívek prochází proud frekvenčním filtrem přes zesilovač do impulsního relé. Toto relé vysílá jednotlivé pulsy do dešifrátoru. Dešifrátor se skládá ze součtového bloku, kde dochází k součtu impulsů z traťové části, odtud pokračuje signál do bloku fixace kódu, který obsahuje relé pro příslušná světla na návěstním opakovači. Porovnávací blok provádí v intervalu 5 - 6 s kontrolu, zda informace ze součtového bloku odpovídá návěsti lokomotivního návěstního opakovače. Dalšími součástmi vozidlové části jsou blok kontroly rychlosti, který spolupracuje s lokomotivním rychloměrem, blok kontroly bdělosti strojvedoucího, tlačítko bdělosti, elektromagnetický ventil na hlavním potrubí (brzdy), tlačítko pro rozsvícení bílého světla a přepínač kódovaná - nekódovaná trať.

## Kódování a význam jednotlivých návěstí návěstního opakovače
- zelené světlo: Na následujícím návěstidle svítí zelené světlo (Volno) nebo samostatné blikající zelené nebo žluté světlo (Předvěst omezení rychlosti), anebo žluté se zeleným (Na automatickém bloku – dva následující oddíly volné)
- žluté světlo: Na následujícím návěstidle svítí žluté světlo (Výstraha) nebo návěst omezení rychlosti
- žluto – červené světlo: Na následujícím návěstidle svítí červené světlo (Stůj)
- červené světlo: Vozidlo projelo návěst Stůj a vjelo do obsazeného oddílu (bez kódu)
- bílé světlo: Nepřenáší se návěsti

## Činnost při jednotlivých návěstech
- zelené světlo - vlak může jet maximální rychlostí
- žluté světlo - rozezní se houkačka a strojvedoucí má 7 - 8 s na obsloužení tlačítka bdělosti, jinak dojde k rychločinnému zabrzdění. Strojvedoucí musí periodicky obsluhovat tlačítko bdělosti, pokud rychlost nepoklesne pod mez nastavenou v rychloměru
- žluté s červeným - strojvedoucí musí periodicky obsluhovat tlačítko bdělosti
- červené světlo - strojvedoucí musí periodicky obsluhovat tlačítko bdělosti, při rychlosti vyšší, než 20 km/h dojde k samočinnému zabrzdění
- bílé světlo - objeví se po žlutém nebo zeleném světle, pokud se ztratí kód (vlak vjede do nekódovaného úseku). Taktéž svítí, pokud je při červeném světle obslouženo tlačítko bílého světla. V případě přepnutí zabezpečovače do režimu nekódované trati se mění interval kontroly bdělosti strojvedoucího.

## ALS-EN
V 70. letech 20. století byly stanoveny základní vlastnosti nového systému vlakového zabezpečovače. Cílem bylo zvětšit počet přenášených signálů a tím zvýšit plynulost a bezpečnost dopravy. V polovině 80. letech přišla na řadu první provozní zkoušky a v 90. letech byl namontován na Okťabrské dráze Moskva - Sankt Petěrburg. Nový systém vlakového zabezpečovače pracuje s frekvenční modulací na základní frekvenci 175 Hz a je schopen přenášet 48 různých znaků. Jeho celková spolehlivost je však nižší, než spolehlivost původního zabezpečovače АЛСН, a proto se dále nerozšiřuje. Další vývoj směřoval k vývoji zařízení KLUB pracujícímu na mikroprocesorové bázi.